# Селівачова Ніна Сергіївна
Селівачова Ніна Сергіївна, до шлюбу Нікольська (нар.7 (20) лютого 1916, м. Київ, Російська імперія — пом.8 лютого 2005, м. Київ, Україна) — українська бібліографка. Дружина художника Романа Селівачова.

## Біографія
Народилась 7 лютого (за ст. стилем) 1916 року у м. Києві у багатодітній родині залізничного службовця.
У 1933 році закінчила Київський технікум масової комуністичної освіти, а 1937 року — Київську філію Харківського державного бібліотечного інституту.
У 1933—1939 роках працювала бібліотекаркою та завідувачкою бібліотеки Всеукраїнського музейного містечка, а у 1939—1941 роках — завідувачкою книгосховища та комплектування, вченою секретаркою, бібліографкою Державної історичної бібліотеки УРСР.
З 1943 по 1945 рік обіймала посади бібліографки, завідувачки відділу бібліографії, виконувачої обов'язки заступника директора Книжкової Палати УРСР.
У 1946 році призначена на посаду завідувачки кабінету технічної інформації Наукової бібліотеки АН УРСР. Протягом 1949—1961 років працювала бібліографкою Київського державного заповідника «Києво-Печерська лавра».
З 1961 по 1974 рік обіймала посади старшої і головної бібліографки Державної історичної бібліотеки УРСР.

### Науковий доробок
- Борці за владу Рад: Покажчик літератури. — К., 1969. — (у співавторстві)
- Історія Української РСР: Наук.-допоміжні покажчики л-ри за 1968—1969 рр. — К., 1971, 1974. — (у співавторстві)
- О. І. Герцен. Бібліограф. покажчик 1970—1987 рр. — К., 1990. — (у співавторстві);
- Сторінки історії України: Бібліограф. покажчик. К., 1990. — Вип. 1.
- Селівачова Н. С. Створимо бібліографію історії Української РСР // Культура і життя. — 1971. — 22 квітня
- Селівачова Н. С. Установча нарада упорядників бібліографії «Історія Української РСР» // Укр. істор. журнал. — 1971. — № 7. — С. 157—158;
- Селівачова Н. С. Нові бібліографічні покажчики // Укр. істор. журнал. — 1990. — № 3. — С. 156—157
- Селівачова Н. С. Перші кроки Державної історичної б-ки // Державній історичній б-ці України — 60. Ювілейний збірник. — К., 1999. — С. 59—62.

### Нагороди
- Медаль «Ветеран праці».
- Медаль «В пам'ять 1500-ліття Києва»